# Wołkołata
Wołkołata (biał. Валкалата, Wałkałata; ros. Волколата, Wołkołata) – agromiasteczko na Białorusi, w obwodzie witebskim, w rejonie dokszyckim, siedziba administracyjna sielsowietu Wołkołata.

## Położenie
Wołkołata znajduje się 22 km na zachód od Dokszyc, 219 km od Witebska, 19 km od stacji kolejowej Parafianowo. Przez miejscowość przebiega droga R86 Dokszyce–Miadzioł. Wołkołata leży nad rzeką Potoczanką, dopływem Serweczy.

## Historia
Po raz pierwszy miejscowość została wspomniana w 1524 r. jako część majątku Elżbiety Radziwiłł z Sakowiczów, wdowy po Mikołaju Radziwile. Ufundowano wówczas kościół, który prawdopodobnie uległ zniszczeniu podczas reformacji, ponieważ w 1624 r. podkomorzy oszmiański Jan Dołmat-Isajkowski dokonał kolejnej fundacji.
W XVII wieku miasto leżało w powiecie oszmiańskim Rzeczypospolitej Obojga Narodów. Po II rozbiorze Polski w 1793 r. Wołkołata znalazła się w powiecie dokszyckim, a od 1802 r. w powiecie wilejskim guberni wileńskiej Imperium Rosyjskim. W 1794 r. należała do Ksawerego Zienkowicza, następnie Brzostowskich, Oskierków i Szyszków.
Od 1861 r. – centrum wołości. W latach 1884–1893 wybudowano nową świątynię, która była nieprzerwanie otwarta w okresie okupacji niemieckiej i władzy radzieckiej.
W latach 1921–1939 Wołkołata (miasteczko i majątek) znajdowały się na terenie Rzeczypospolitej Polskiej. Była to siedziba gminy w powiecie duniłowickim województwa nowogródzkiego, a od 1926 r. w powiecie postawskim województwa wileńskiego. W BSRR centrum sielsowietu w rejonach duniłowickim (od 1940 r.), głębockim (od 1960 r.), postawskim (od 1962 r.). Od 1966 r. Wołkołata leży w rejonie dokszyckim.

## Demografia
Według Powszechnego Spisu Ludności z 1921 roku zamieszkiwało:
- miasteczko – 469 osób, 414 były wyznania rzymskokatolickiego, a 55 mojżeszowego. Jednocześnie 441 mieszkańców zadeklarowało polską przynależność narodową, 5 białoruską, a 23 żydowską. Były tu 62 budynki mieszkalne[2]. W 1931 w 90 domach zamieszkiwało 475 osób[3].
- majątek  – 22 osoby, wszystkie były wyznania rzymskokatolickiego i zadeklarowały polską przynależność narodową. Były tu 3 budynki mieszkalne[2]. W 1931 w 6 domach zamieszkiwały 32 osoby[3].

## Zabytki
- Kościół św. Jana Chrzciciela (1884–93)
- Karczma
- Zespół dworsko-parkowy Wasilewskich (XIX w., dwór nie istnieje)
- Polski cmentarz wojskowy z okresu wojny polsko-bolszewickiej (odnowiony w 2019 r.)[4]
- Kaplica grobowa na cmentarzu

## Parafia rzymskokatolicka
Parafia leży w dekanacie dokszyckim diecezji witebskiej. W 1942 r. Niemcy zamordowali proboszcza ks. Romualda Dronicza, a w 1943 r. Rosjanie jego następcę ks. Eugeniusza Łateckiego.